# Parafia Świętych Starców Optyńskich w Winter Garden
Parafia Świętych Starców Optyńskich – prawosławna parafia w Winter Garden, w stanie Floryda, w eparchii wschodnioamerykańskiej i nowojorskiej Rosyjskiego Kościoła Prawosławnego poza granicami Rosji.
Świątynią eparchii jest cerkiew domowa, urządzona w zakupionym w 2008 budynku mającym docelowo pomieścić również rosyjski ośrodek kulturalny.